# Hyperfijnstructuur

Hyperfijnstructuur van de energieniveaus van waterstof

De hyperfijnstructuur is een opsplitsing van atomaire spectraallijnen (dus van kwantummechanische energieniveaus) door wisselwerking tussen de elektronen en het magnetische dipoolmoment en elektrische quadrupoolmoment van de atoomkern. De waarde van hyperfijne energieniveaus wordt in de kwantummechanica aangegeven door de letter F.
Door de kleine energieverschillen hebben overgangen tussen hyperfijnniveaus een relatief lage frequentie in het elektromagnetische spectrum (vaak in het radiogolf- of microgolfbereik) waar 'gewone' overgangen vaak in het zichtbare licht liggen. Dit gegeven wordt uitgebuit bij de constructie van atoomklokken: de lage frequentie van de overgangen maakt het mogelijk om deze frequentie met zeer grote nauwkeurigheid te meten. 